# 9814 Ivobenko
9814 Ivobenko è un asteroide della fascia principale. Scoperto nel 1998, presenta un'orbita caratterizzata da un semiasse maggiore pari a 2,2775032 UA e da un'eccentricità di 0,2206412, inclinata di 4,19259° rispetto all'eclittica.